# Agence de l'Oriental
 (avril 2011).
Si vous disposez d'ouvrages ou d'articles de référence ou si vous connaissez des sites web de qualité traitant du thème abordé ici, merci de compléter l'article en donnant les références utiles à sa vérifiabilité et en les liant à la section « Notes et références ».
L'Agence de développement de l'Oriental, couramment appelée Agence de l'Oriental, est un établissement public marocain ayant pour objectif le développement économique, social et culturel de la région de l'Oriental, placé sous la tutelle du chef du gouvernement. Son siège, anciennement basé à Rabat, a été transféré à Oujda en 2014. Elle est dirigée par Mohammed Mbarki.